# Rio Curpănu
O Rio Curpănu é um rio da Romênia, afluente do Olt, localizado no distrito de Vâlcea.